# Gumperda
Gumperda là một đô thị thuộc huyện Saale-Holzland, trong bang Thüringen, Đức. Đô thị Gumperda có diện tích 6,27 km².